# Serbistyka
Serbistyka – dyscyplina zajmująca się badaniem literatury, języka i kultury serbskiej. Stanowi część slawistyki.
Termin srbistika pojawił się w początkowym okresie rozwoju filologii słowiańskiej. Posłużył się nim Josef Dobrovský w antologii Slovanka (1814).